# Touch by Touch
"Touch by Touch" é o segundo single da banda de europop Joy. Lançada em setembro de 1985, a canção se tornou o maior sucesso da banda, alcançando a primeira posição na Áustria em 1 de dezembro de 1985.

## Faixas
7" single
| N.º | Título            | Duração |  |
| 1.  | "Touch by Touch"  | 3:50    |  |
| 2.  | "Heartache No. 1" | 3:42    |  |

## Desempenho
| Parada musical (1985)               | Melhor posição |
| ----------------------------------- | -------------- |
| Alemanha (Germany Top 100 Singles)  | 18             |
| Áustria (Ö3 Austria Top 40 Singles) | 1              |

## Covers
- O cantor Luís Manuel lançou sua versão em português, chamada "Sexta-Feira à Noite".
- Em 2000, o grupo de dance Yellow Mellow lançou sua versão no álbum Good Vibrations . Inclui em sua totalidade letras adicionais, exceto pelo refrão.
- Em 2007, a Banda Rota 3 lançou sua versão em português brasileiro, chamada "Quero Te Beijar".
- Em 2008, o cantor Francine Jordi lançou sua versão em alemão, chamada "Tu's doch tu's"
- Em 2010, o cantor Mark Ashley lançou sua versão no álbum Play the Music - The 7th Album .
- Em 2010, Joy regravado sua nova versão, chamada "Touch by Touch 2011".